# 薩爾萬·莫米卡
薩爾萬·薩巴·馬蒂·莫米卡（阿拉伯語：سلوان صباح متَّى موميكا；1986年6月23日—2025年1月29日）是一名流亡瑞典的伊拉克難民，亦曾效力於伊朗在伊拉克的準軍事組織人民動員。在瑞典期間，他轉型為一名無神論者且極端反伊斯蘭的活動人士，曾策劃並參與多次示威活動，期間焚燒並褻瀆《古蘭經》。
2025年1月29日，莫米卡在TikTok直播過程中遇害。

## 背景
莫米卡出生於伊拉克北部尼尼微省哈姆達尼亞區的城鎮卡拉科什，他是亞述人，成長於敘利亞天主教家庭。於伊拉克內戰期間，因基督徒遭伊拉克伊斯蘭國（伊斯蘭國前身）迫害，他加入亞述愛國黨，並在摩蘇爾黨部擔任保全。根據伊拉克政府資料，2012年，莫米卡因一場車禍造成他人過失死亡而被當地法院定罪，隨後在巴杜什被判3年徒刑，迫使他逃離故鄉。
2014年6月，隨著伊斯蘭國激進分子佔領摩蘇爾，莫米卡加入人民動員，投入對抗伊斯蘭國的行列。他曾出現在穿著軍裝的影片中，作為基督教部隊「上帝之靈馬利亞之子耶穌營」的一員，影片中他揮舞武器並宣誓效忠於伊瑪目阿里旅——該部隊不僅屬於人民動員派系，亦是伊拉克伊斯蘭運動的一部分。由於伊瑪目阿里旅與伊朗有著密切聯繫，外界普遍認為其為伊朗代理力量。此外，該部隊曾因涉嫌戰爭罪行及宗派暴力而遭到指控。據悉，莫米卡亦與獲得庫爾德斯坦地區政府支持的敘利亞大會運動保持聯繫。
同時，莫米卡於2014年創立敘利亞民主聯盟與敘利亞獵鷹軍兩支武裝民兵，其中後者與基督教民兵巴比倫運動有著密切關係。2017年，他與巴比倫運動領袖拉揚·基爾達尼之間爆發內部權力爭鬥失敗，並因此流亡海外。

## 活動

### 移民瑞典
2017年，莫米卡持申根簽證逃往德國，並在當地宣佈自己成為無神論者，正式脫離基督教信仰。2018年4月，他向瑞典申請難民簽證，自此被登記為伊拉克難民，直到2021年4月獲得為期三年的臨時居留許可，該許可原定於2024年4月到期。
然而，由於莫米卡在庇護申請中隱瞞了自己曾是伊瑪目阿里旅成員的事實，而謊稱自己僅與該運動的政治部門有關聯，並未參與其準軍事組織，他的永久居留申請遭到拒絕，這也使他無法獲得瑞典公民身份。他曾在瑞典議會外與基督教民主黨議員羅伯特·哈勒夫合影，並與瑞典民主黨議員朱莉婭·克朗利德會面。之後，莫米卡曾表示，他有意以該黨候選人身份參選瑞典議會。
在獲得瑞典居留許可後，莫米卡仍因與親伊朗激進組織的關聯而受到調查。期間，他曾持刀威脅與他同住的一名男子，並因此於次年被判非法威脅罪，最終被處以緩刑及社區服務。

### 焚燒《古蘭經》

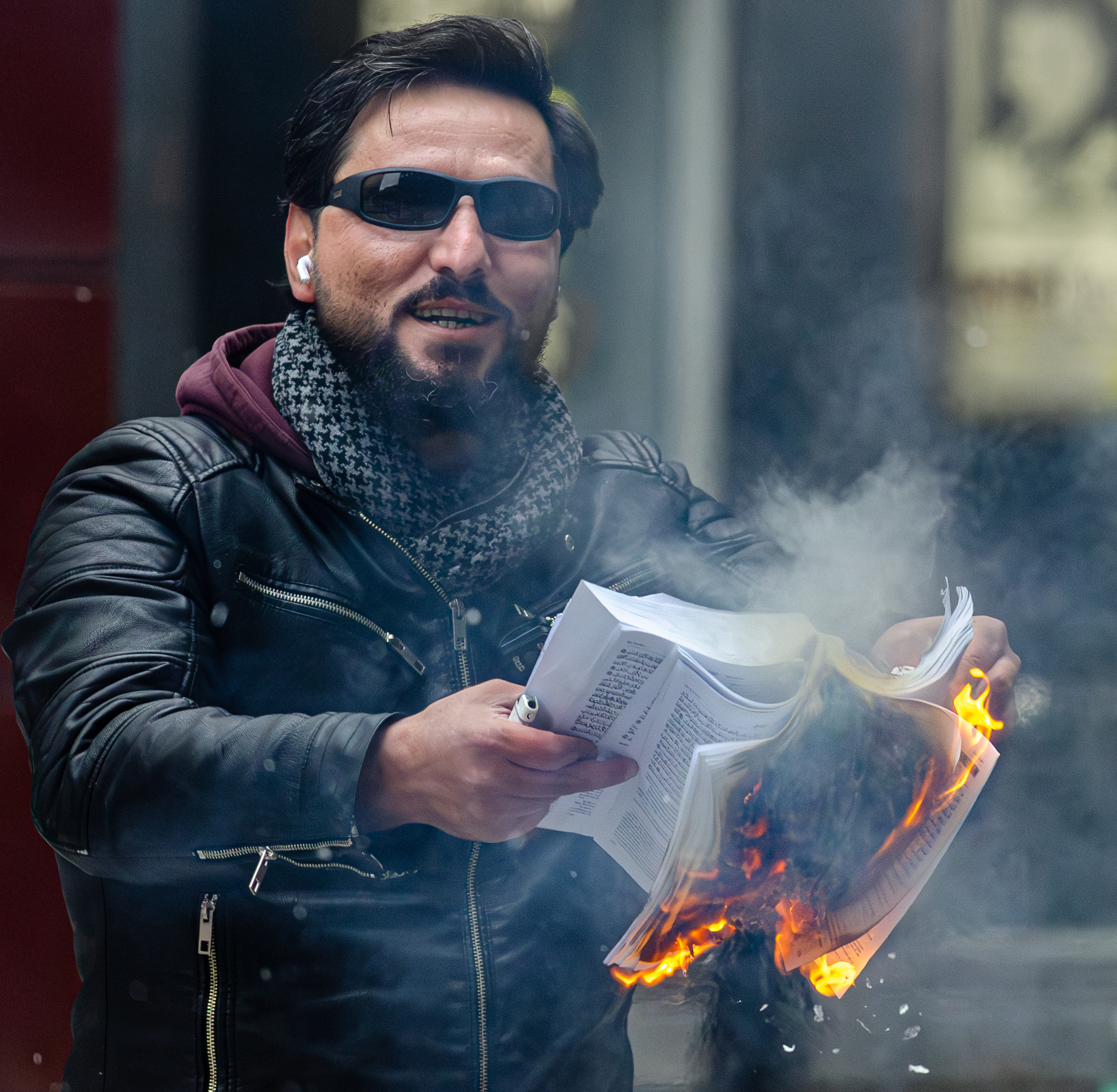
2023年，莫米卡在斯德哥爾摩焚燒《古蘭經》

2023年，莫米卡發起一系列針對伊斯蘭的示威活動。他在社群媒體上發佈數十支影片，影片標題經常帶有阿拉伯語標註的穆斯林多數國家名稱，以吸引關注，為焚燒《古蘭經》事件造勢。在這些示威活動中，他在瑞典警方的保護及合法許可下，公然焚燒並褻瀆《古蘭經》，但此舉也引發對他的襲擊事件。
同年，瑞典移民局裁定將莫米卡驅逐出境。然而，由於他在伊拉克面臨生命威脅，驅逐令未能執行，因此他獲得新的臨時居留許可，有效期延至2024年4月。

### 自挪威遣返
2024年3月27日，據報導指，莫米卡已離開瑞典，前往挪威尋求庇護。他的行蹤不久後在社群媒體上引發傳言，稱他已在挪威死亡，但挪威警方隨即否認該消息。4月4日，挪威警方宣布，他已於3月28日被逮捕，並將依《都柏林公約》遣返回瑞典。4月11日，他被押送回瑞典。

## 死亡
2025年1月29日，時年38歲的莫米卡在槍擊事件中喪生。事發地點為其位於南泰利耶的住所，當時他正進行TikTok直播。瑞典檢察官表示，已有5人因該槍擊案被捕。由於他身亡，原定的《古蘭經》焚燒案判決亦因此延期至2月3日。

## 外部鏈接
- 薩爾萬·莫米卡的X（前Twitter）
- 薩爾萬·莫米卡在互联网电影资料库（IMDb）上的資料（英文）